# تیم ملی فوتبال زنان آرژانتین
تیم ملی فوتبال زنان آرژانتین (به اسپانیایی: Selección femenina de fútbol de Argentina) نماینده زنان این کشور در رده ملی است. از آنجاییکه کشور آرژانتین لیگ حرفه‌ای ندارد، تقریباً تمامی بازیکنان این تیم آماتور هستند.